# Matrix Revolutions
Pour les articles homonymes, voir Matrix.
Série Matrix
Matrix Reloaded
(2003) Matrix Resurrections
(2021)
Pour plus de détails, voir Fiche technique et Distribution.
Matrix Revolutions ou La Matrice : Révolutions au Québec et au Nouveau-Brunswick (The Matrix Revolutions), est un film de science-fiction américain réalisé par les Wachowski et sorti en 2003. C’est le troisième volet de la série de films commencée avec Matrix.
Le film débute alors qu'une guerre sans issue attend les derniers survivants humains retranchés de Sion, cité-État de la résistance, assiégée par l'armée des Machines. Pour seul espoir ne reste que Néo qui après s'être sorti d'un monde intermédiaire, parvient à se rendre auprès du représentant du camp adverse et lui propose sous contrat d'une paix définitive, d'anéantir ainsi leur ennemi commun : l'agent Smith devenu incontrôlable.

## Synopsis
Les passagers du Nébuchadnézzar ont été recueillis par le Hammer (vaisseau du capitaine Roland) après la destruction de leur vaisseau par les Sentinelles. Néo est tombé dans une sorte de coma (il est en fait coincé dans un monde intermédiaire contrôlé par le Mérovingien et sera libéré par Trinity) après avoir court-circuité cinq Sentinelles. La contre-attaque des autres hovercrafts a échoué à cause d'un EMP déclenché trop tôt qui a endommagé les vaisseaux. Les équipages se sont fait massacrer par les Machines toujours en chemin pour Sion. Le seul survivant, dans le coma lui aussi, est Bane (contrôlé par Smith). Le dernier hovercraft restant, le Hammer est à la recherche du Logos, le vaisseau du capitaine Niobe. A l'infirmerie, tandis que Trinity veille sur Néo toujours dans le coma, l'infirmière Maggie attend le réveil de Bane pour que l'équipage puisse l'interroger sur le sabotage de la contre-attaque ratée. Mais le temps presse : il ne reste que quelques heures avant l'arrivée des machines à Sion.
Séraphin appelle Morpheus depuis la Matrice pour voir l'Oracle d'urgence. Celle-ci, qui a changé d'apparence (elle avait été tuée par le Mérovingien pour avoir fait libérer le Maître des clés dans le film précédent), charge Morpheus et Trinity d'aller sauver Neo. Celui-ci se réveille dans un monde intermédiaire entre la Matrice et le monde réel (où il est toujours dans le coma), représenté par une station de train souterraine. Il découvre que son nouvel environnement est géré par l'Homme du Train, connu pour être aux ordres du Mérovingien, qui veut la mort de Néo. Durant son exil forcé, Néo fait la connaissance d'une famille de programmes qui attendent le train pour sauver leur fille Sati de la suppression, découvrant que les machines expriment également des émotions, puis a une vision du monde réel. Morpheus et Trinity, accompagnés de Séraphin, partent à la recherche de l'Homme du Train, mais après que celui-ci a pris la fuite (il était allé chercher la famille de Sati dans sa gare), ils se rendent au club du Mérovingien pour forcer ce dernier à libérer Néo. Après quelques affrontements avec des tueurs et une impasse mexicaine, le trio réussit à faire entendre raison au Mérovingien et Trinity peut ramener Néo dans la Matrice d'où il pourra sortir pour retourner dans son corps.
Encore dans la Matrice, Néo, n'étant pas encore prêt à sortir, va voir l'Oracle une dernière fois pour discuter de ce qu'il a appris en allant à la Source, de son exil forcé et de la vision qu'il a eu. Il y retrouve également Sati, bien sortie du train, qui vit chez elle. L'Oracle fait comprendre à Néo que l’Élu doit prendre une décision pour mettre fin à la guerre qui se terminera ce soir, et que Smith (qu'elle définit comme le double négatif de Néo) en est la clé. À la suite de cette entrevue, Néo revient dans le monde réel, mais préfère s'isoler pour réfléchir. Peu après, Bane, réveillé, est interrogé par l'équipage, mais celui-ci feint l'amnésie. Dans la Matrice, après le départ de Néo, Smith et ses clones arrivent et l'Oracle le laisse l'absorber. Le Smith possédant l'Oracle devient capable de transgresser les lois de la Matrice (comme Néo) et « voit » sa victoire grâce aux pouvoirs de l'Oracle.
Dans le monde réel, le Logos et son équipage sont retrouvés sains et saufs. Les deux équipages organisent le retour en urgence à Sion pour combattre l'invasion des machines. Néo a fini de réfléchir : il doit se rendre à la ville des Machines, le vrai emplacement de la Source pour mettre fin à la guerre, signifiant une mort certaine. Il demande à emprunter l'un des deux hovercraft pour se rendre dans la ville des machines. Roland refuse mais Niobe accepte suivant ce que l'Oracle lui a dit (peu avant la visite de Néo). Morpheus fait ses adieux à Néo et Trinity qui l'accompagne. Peu après le départ du Hammer vers Sion, Maggie est retrouvée assassinée par Bane qui s'est enfui sur le Logos. L'équipage renonce d'aider Neo et Trinity craignant que Bane se serve de l'EMP du second vaisseau pour détruire le premier. Pendant ce temps, Néo et Trinity, à bord du Logos, s'apprêtent à le démarrer, quand ils réalisent qu'ils ont un passager clandestin : Bane/Smith (qui est à l'origine de l'échec de la contre-attaque des hovercrafts). Après avoir neutralisé Trinity, il affronte Néo, révélant qui il est, et réussit à aveugler son ennemi en lui brûlant les yeux avec un câble électrique. Manifestant ses pouvoirs dans le monde réel, Néo « voit » (en fait, ressent) Smith à l'intérieur de Bane et le tue. Après quelques réparations, Trinity prend les commandes du Logos qui commence enfin sa remontée vers la surface.
À Sion, le commandant Locke organise la résistance au quai mais la bataille sera difficile voire désespérée. Locke définit les foreuses des Machines comme cibles prioritaires dans une tentative pour empêcher les Machines d'accéder aux niveaux inférieurs. La défense du quai se compose des unités APU (Armored Personnel Unit : des exosquelettes lourdement armés pilotés par des humains), des tourelles armées de canons mitrailleurs, d'équipes de fantassins dissimulés et armés de double bazookas (Zee, la fiancée de Link, en fait partie). Pendant ce temps, le Hammer, piloté par Niobé et Morpheus, se dirige vers Sion, son EMP jouera un rôle capital dans l'issue de la bataille. Pour éviter de se faire repérer par les sentinelles, ils baissent la puissance du vaisseau au maximum. Mais le vaisseau se font repérer et prendre en chasse par une nuée de Sentinelles. Niobe entraîne le vaisseau dans une série de cabrioles irréalisables pour tout autre pilote tandis que les autres utilisent les tourelles pour repousser les robots comme ils le peuvent.
La bataille s'engage à Sion mais les défenses humaines s'effondrent rapidement. Les APU dirigée par le capitaine Mifune résistent le plus longtemps possible en éliminant le plus de Sentinelles possibles. Les Sentinelles bloquent la porte principale pour que le Hammer ne puisse pas entrer, celui-ci ayant été privé de sa radio permettant son identification. Pendant ce temps, Zee et sa soeur détruisent une foreuse, mais manquent la seconde, avant d'être repérées, les Sentinelles tuent la seconde. Après un baroud d'honneur au cours duquel le capitaine Mifune s'est lancé, sacrifiant sa vie, c'est le Kid, utilisant l'APU de Mifune, qui déverrouille la porte après avoir été sauvé par Zee. Le Hammer se crashe dans le quai et déclenche son EMP. Les Sentinelles sont hors service, ainsi que la seconde foreuse, mais c'est également le cas des défenses du quai et des derniers APU.
Pendant ce temps, le Logos arrive à la surface. Néo, bien qu'aveugle, « voit » le chemin à prendre et guide Trinity. Le vaisseau est repéré par les défenses de la Ville des Machines qui l'attaquent. Néo utilise ses pouvoirs pour détruire des flots entiers de Sentinelles, avant que le vaisseau réussissent à s'échapper en allant vers le ciel au-dessus des orages, avant que le vaisseau, foudroyé par les orages, s'écrase dans la Ville des Machine. Néo survit, mais pas Trinity qui succombe au crash. L'Élu se présente donc devant la Deus Ex Machina, interface centrale de 01 — la ville machine — et dirigeant suprême des Machines, et lui propose alors de le débarrasser de leur ennemi commun, Smith, en échange de la paix avec les humains. Pendant ce temps à Sion, les humains se préparent à un baroud d'honneur avant l'arrivée d'une autre vague de machines (qui réactivent la seconde foreuse), en faisant sauter le quai et en montant une barricade de fortune à l'entrée de la ville. La seconde vague de Sentinelles arrive mais n'attaque pas, attendant de voir si Néo réussira. Ce dernier est connecté à la Matrice à partir de la ville des Machines.
Dans la Matrice, Néo constate que Smith est devenu la seule entité présente dans la Matrice. Smith/Oracle affronte Néo sous une pluie battante, les autres Smith restent à observer. Cependant, celui-ci est devenu beaucoup plus puissant et semble même prendre l'avantage au terme d'un combat violent qui dure longtemps. Finalement, Néo, ayant reconnu une parole de l'Oracle dite par Smith à l'insu de ce dernier, le laisse l'absorber. Ainsi les Machines peuvent accéder à Smith par l'intermédiaire de la connexion de Néo et supprimer ce programme malveillant, réinitialisant la Matrice par la même occasion. Le corps de Néo est emmené dans la ville des Machines pour un sort inconnu, et disparaît au loin emporté par une machine volante.
Morpheus est le premier à comprendre que Néo a réussi et, après avoir posé son arme au sol, s’approche des machines qui ne manifestent aucune agressivité. Les Sentinelles quittent alors Sion en la laissant intacte, les humains se réjouissent et fêtent cette victoire. Dans la Matrice réinitialisée, l'architecte annonce à l'Oracle que les humains rejetant la Matrice pourront en sortir librement s'ils le désirent mais il lui dit que son jeu était très dangereux, et se demandant combien de temps la paix va durer cette fois ci. L'Oracle, Séraphin et Sati contemplent le magnifique lever de Soleil créé par cette dernière en l'honneur de Néo, l'Oracle espérant que celui-ci puisse réapparaître à l'avenir. À Séraphin qui affirme qu'elle avait toujours su comment finirait la guerre, l'Oracle répond qu'elle ne savait pas mais qu'elle « avait la foi » quant à la fin de cette histoire.

## Fiche technique
Sauf indication contraire, les informations mentionnées dans cette section peuvent être confirmées par la base de données cinématographiques IMDb,  présente dans la section « Liens externes ».
- Titre original : The Matrix Revolutions
- Titre français : Matrix Revolutions
- Titre québécois : La Matrice : Révolutions
- Réalisation : Les Wachowski
- Scénario : Les Wachowski
- Musique : Don Davis
- Décors : Owen Paterson
- Photographie : Bill Pope
- Montage : Zach Staenberg
- Production : Joel Silver, Les Wachowski
- Sociétés de production : Warner Bros., Village Roadshow Pictures, Silver Pictures et NPV Entertainment
- Société de distribution : Warner Bros.
- Budget : 150 000 000 $
- Pays de production :  États-Unis
- Langue originale : anglais, français
- Format : couleur (Technicolor) — 35 mm — 2,39:1 — son DTS / Dolby Digital / SDDS
- Genre : science-fiction, action
- Durée : 129 minutes
- Dates de sortie[2] :
  - Sortie mondiale[Note 2] : 5 novembre 2003
- Classification :
  - États-Unis : R « Rated R for sci-fi violence and brief sexual content »
  - France : tous publics avec avertissement
- Déconseillé aux moins de 15 ans [3]

## Distribution
- Keanu Reeves (VF : Jean-Pierre Michaël) : Néo / Thomas A. Anderson
- Laurence Fishburne (VF : Pascal Renwick) : Morpheus
- Carrie-Anne Moss (VF : Danièle Douet) : Trinity
- Hugo Weaving (VF : Vincent Grass) : l'agent Smith
- Jada Pinkett Smith (VF : Annie Milon) : le capitaine Niobe
- Mary Alice (VF : Jacqueline Cohen) : l'Oracle
- Nona Gaye (VF : Géraldine Asselin) : Zee
- Ian Bliss (VF : Laurent Lederer) : Bane/Smith
- Harold Perrineau Jr. (VF : Daniel Njo Lobé) : Link
- Sing Ngai (VF : Bing Yin) : Séraphin
- Harry Lennix (VF : Thierry Desroses) : le commandant Jason Lock
- Clayton Watson (VF : Taric Mehani) : le Kid
- Nathaniel Lees (VF : Hervé Jolly) : le capitaine Mifune
- Bruce Spence (VF : Michel Vigné) : l'homme du train
- Helmut Bakaitis (VF : Jean Lagache) : l'Architecte
- Lambert Wilson (VF : lui-même) : le Mérovingien
- Monica Bellucci (VF : elle-même) : Perséphone
- Bernard White (VF : Bernard Gabay) : Rama-Kandra
- Anthony Zerbe (VF : Dominique Paturel) : le conseiller Hamann
- Essie Davis (VF : Ivana Coppola) : Maggie

## Production

### Développement
L'idée d'une saga Matrix remonte avant la sortie du premier film, dont le succès mondial a permis la mise en chantier de deux suites. Sorti six mois après Matrix Reloaded, Revolutions en est la suite directe et résout les enjeux laissés en suspens à la fin de l'opus précédent. Selon Lana Wachowski, cette conclusion invite le spectateur à vivre le même changement que Néo, à participer pour créer le sens de sa propre vie.

« Le premier film traite de la naissance, le second de la vie, et le troisième de la mort[réf. à confirmer]... »

— Keanu Reeves

### Attribution des rôles
À la suite du décès de Gloria Foster, qui incarnait l'Oracle dans Matrix et Matrix Reloaded, le rôle est repris par Mary Alice. Cette dernière avait joué au théâtre avec Laurence Fishburne alors que l'acteur n'avait que 10 ans[réf. à confirmer].

### Tournage
Avec son énorme budget, le film a été tourné en simultané avec Matrix Reloaded, entre mars 2001 et août 2002, soit 270 jours[réf. à confirmer]. Comme les deux autres films, Matrix Revolutions est majoritairement tourné dans les Fox Studios de Sydney en Australie et quelques autres lieux de la ville (Hyde Park, Martin Place, Jardins botaniques royaux de Sydney, etc.). L'équipe a également tourné quelques scènes en Californie, à Oakland et Alameda.
Après la scène dite du Burly Brawl dans le film précédent (Néo affronte plusieurs versions de l'agent Smith), le 3e film possède sa séquence Super Burly Brawl : le combat final entre Neo et Smith, sous une averse et devant un public composé d'une multitude d'agents Smith. Le producteur Joel Silver déclare à ce propos : « la séquence du Super Burly Brawl me fait penser à un combat de bande dessinée entre deux super-héros déchaînés – sauf que c'est la première fois qu'on assiste à une telle scène en prises de vues réelles[réf. à confirmer] ! » Le tournage de cette séquence a nécessité deux mois de tournage. L'acteur Hugo Weaving (qui incarne Smith) raconte : « la pluie était si battante qu'il était difficile de parler distinctement sans avoir de l'eau vous ruisselant dessus. On ne s'entendait pas parler et, du coup, c'était presque impossible de trouver le ton juste car je n'avais pas la moindre idée de ce que ça pouvait donner. Toutes mes doublures étaient là avec leurs cheveux impeccablement mis malgré la pluie. Mais moi, même avec des quantités industrielles de laque, j'avais les cheveux dans le visage. Je me suis donc résolu à porter moi aussi une perruque de mes propres cheveux ! Et je me rends compte maintenant à quel point je me suis dégarni : en règle générale, quand je me regarde dans la glace, je me dis que ça peut aller. Mais quand je regardais tous mes doubles sur les côtés, quelle angoisse[réf. à confirmer]! »

### Musique
Bandes originales de Matrix
The Animatrix: The Album
(2003)
Don Davis compose la musique du film, comme pour les deux précédents films. L'album commercialisé contient également des compositions de Juno Reactor. Le réalisateur allemand Tom Tykwer compose le titre In My Head sous le pseudonyme de Pale 3. Quelques années plus tard, il coréalisera le film Cloud Atlas avec les Wachowski.
Liste des titres
1. The Matrix Revolutions Main Title de Don Davis – 1:21
2. The Trainman Cometh de Juno Reactor/Don Davis – 2:43
3. Tetsujin de Juno Reactor/Don Davis – 3:21
4. In My Head de Pale 3 – 3:46
5. The Road to Sourceville de Don Davis – 1:25
6. Men in Metal de Don Davis – 2:18
7. Niobe's Run de Don Davis – 2:48
8. Woman Can Drive de Don Davis – 2:41
9. Moribund Mifune de Don Davis – 3:47
10. Kidfried de Don Davis – 4:49
11. Saw Bitch Workhorse de Don Davis – 3:59
12. Trinity Definitely de Don Davis – 4:15
13. Neodämmerung de Don Davis – 5:59
14. Why, Mr. Anderson? de Don Davis – 6:10
15. Spirit of the Universe de Don Davis – 4:51
16. Navras de Juno Reactor vs. Don Davis – 9:08

## Sortie
Matrix Revolutions est le premier film de l'histoire à sortir simultanément dans le monde. À la minute près, il sort le 5 novembre 2003 au même moment partout dans le monde : à 6 heures du matin à Los Angeles, 9 heures à New York, 14 heures à Londres, 15 heures à Paris, 17 heures à Moscou et 23 heures à Tokyo. Seuls quelques pays comme le Kazakhstan, l'Égypte, Malte, Bahreïn ou encore le Koweït ont eu une autre date de sortie.

### Accueil critique
Le film reçoit des critiques plutôt mitigées. Aux États-Unis, il obtient 35 % d'opinions favorables pour 216 critiques recensées sur l'agrégateur Rotten Tomatoes. Sur Metacritic, Matrix Revolutions n'obtient que 47/100 pour 41 critiques.
En France, le film obtient la moyenne de 2,9/5 sur le site Allociné, à partir de l'interprétation des critiques de 15 titres de presse (Libération, Le Figaro, Première, ...). Côté spectateurs, Allociné recense 33955 notes pour une moyenne 3,4/5.

### Box-office
Avec un budget estimé à 150 millions de dollars, le film rapporte 427 343 298 $ dans le monde, dont 139 313 948 $ aux États-Unis.
En France, le film totalise 3 535 174 entrées, dont 750 386 à Paris.
| Pays ou région | Box-office        | Date d'arrêt du box-office | Nombre de semaines |
| -------------- | ----------------- | -------------------------- | ------------------ |
| États-Unis     | 139 313 948 $     | 22 février 2004            | 16                 |
| France         | 3 535 174 entrées | -                          | -                  |
| Total mondial  | 427 344 031 $     | -                          | -                  |

## Distinctions
Entre 2003 et 2019, Matrix Revolutions a été sélectionné 42 fois dans diverses catégories et a remporté 5 récompenses,.
| Année | Festivals de cinéma                                                                          | Catégorie / Récompense                                                                       | Nommé(es) / Lauréat(es)                               | Nommé(es) / Lauréat(es) |
| ----- | -------------------------------------------------------------------------------------------- | -------------------------------------------------------------------------------------------- | ----------------------------------------------------- | ----------------------- |
| 2003  | Académie des films de science-fiction, fantastique et d'horreur                              | Nommé au Prix Cinescape féminin du futur (Cinescape Genre Face of the Future Award - Female) | Monica Bellucci                                       | Nomination              |
| 2003  | Prix Schmoes d'or (Golden Schmoes Awards)                                                    | Schmoes d'or du film le plus surestimé de l'année                                            | -                                                     | Lauréat                 |
| 2003  | Prix Schmoes d'or (Golden Schmoes Awards)                                                    | Schmoes d'or de la plus grande déception de l'année                                          | -                                                     | Lauréat                 |
| 2003  | Prix Schmoes d'or (Golden Schmoes Awards)                                                    | Film le plus sous-estimé de l'année                                                          | -                                                     | Nomination              |
| 2003  | Prix Schmoes d'or (Golden Schmoes Awards)                                                    | Meilleur film de science-fiction de l'année                                                  | -                                                     | Nomination              |
| 2003  | Prix Schmoes d'or (Golden Schmoes Awards)                                                    | Meilleurs effets spéciaux de l'année                                                         | -                                                     | Nomination              |
| 2003  | Prix Schmoes d'or (Golden Schmoes Awards)                                                    | Meilleure bande-annonce de l'année                                                           | -                                                     | Nomination              |
| 2003  | Prix Schmoes d'or (Golden Schmoes Awards)                                                    | Meilleur S & C de l'année                                                                    | Monica Bellucci                                       | Nomination              |
| 2003  | Prix Schmoes d'or (Golden Schmoes Awards)                                                    | Personnage le plus cool de l'année                                                           | 'Agent Smith'                                         | Nomination              |
| 2003  | The Stinkers Bad Movie Awards                                                                | Pire scénario pour un film rapportant plus de 100 millions de dollars avec Hollywood Math    | Lilly Wachowski et Lana Wachowski                     | Nomination              |
| 2003  | The Stinkers Bad Movie Awards                                                                | Pire suite                                                                                   | -                                                     | Nomination              |
| 2004  | Académie des films de science-fiction, fantastique et d'horreur                              | Nommé au Prix Cinescape masculin du futur (Cinescape Genre Face of the Future Award - Male)  | Clayton Watson                                        | Nomination              |
| 2004  | Académie des films de science-fiction, fantastique et d'horreur                              | Meilleur film de science-fiction                                                             | -                                                     | Nomination              |
| 2004  | Académie des films de science-fiction, fantastique et d'horreur                              | Meilleurs costumes                                                                           | Kym Barrett                                           | Nomination              |
| 2004  | Académie des films de science-fiction, fantastique et d'horreur                              | Meilleurs effets visuels                                                                     | John Gaeta, Kim Libreri, George Murphy et Craig Hayes | Nomination              |
| 2004  | Association du cinéma et de la télévision en ligne (Online Film & Television Association)    | Meilleur site officiel de film                                                               | -                                                     | Nomination              |
| 2004  | Association turque des critiques de cinéma (Turkish Film Critics Association (SIYAD) Awards) | Meilleur film étranger                                                                       | 14e place                                             | Nomination              |
| 2004  | BET Awards                                                                                   | Meilleur acteur                                                                              | Laurence Fishburne                                    | Nomination              |
| 2004  | NRJ Ciné Awards                                                                              | NRJ Ciné Award de l'actrice la plus glamour                                                  | Monica Bellucci                                       | Lauréat                 |
| 2004  | NRJ Ciné Awards                                                                              | Meilleur méchant                                                                             | Hugo Weaving                                          | Nomination              |
| 2004  | NRJ Ciné Awards                                                                              | Meilleure baston                                                                             | -                                                     | Nomination              |
| 2004  | Prix BMI du cinéma et de la télévision (BMI Film and TV Awards)                              | Prix BMI de la meilleure musique de film                                                     | Don Davis                                             | Lauréat                 |
| 2004  | Prix Bobine Noire                                                                            | Meilleure actrice dans un second rôle                                                        | Mary Alice                                            | Nomination              |
| 2004  | Prix du cinéma en ligne italien (IOMA) (Italian Online Movie Awards (IOMA))                  | Meilleurs effets visuels                                                                     | -                                                     | Nomination              |
| 2004  | Prix du cinéma en ligne italien (IOMA) (Italian Online Movie Awards (IOMA))                  | Meilleurs effets sonores                                                                     | -                                                     | Nomination              |
| 2004  | Prix du film Huabiao (Huabiao Film Awards)                                                   | Meilleur film étranger traduit                                                               | -                                                     | Nomination              |
| 2004  | Prix du jeune public                                                                         | Meilleur film dramatique / action aventure                                                   | -                                                     | Nomination              |
| 2004  | Prix du jeune public                                                                         | Meilleur acteur de cinéma dans un film dramatique / action aventure                          | Keanu Reeves                                          | Nomination              |
| 2004  | Prix du jeune public                                                                         | Meilleure actrice de cinéma dans un film dramatique / action aventure                        | Carrie-Anne Moss                                      | Nomination              |
| 2004  | Prix du jeune public                                                                         | Meilleur séquence de combat / action                                                         | -                                                     | Nomination              |
| 2004  | Prix NAACP de l'image                                                                        | Meilleur acteur dans un film                                                                 | Laurence Fishburne                                    | Nomination              |
| 2004  | Prix NAACP de l'image                                                                        | Meilleur second rôle féminin dans un film                                                    | Nona Gaye                                             | Nomination              |
| 2004  | Prix NAACP de l'image                                                                        | Meilleur second rôle féminin dans un film                                                    | Jada Pinkett Smith                                    | Nomination              |
| 2004  | Prix Razzie                                                                                  | Pire réalisateur                                                                             | Lilly Wachowski et Lana Wachowski                     | Nomination              |
| 2004  | Prix Yoga                                                                                    | Prix spécial de la pire trilogie                                                             | Lilly Wachowski et Lana Wachowski                     | Lauréat                 |
| 2004  | Société des critiques de films de Phoenix                                                    | Meilleurs effets visuels                                                                     | John Gaeta, Kim Libreri, George Murphy et Craig Hayes | Nomination              |
| 2004  | Société des effets visuels                                                                   | Meilleurs effets visuels dans un film animé par effets                                       | John Gaeta, Kim Libreri, George Murphy et Craig Hayes | Nomination              |
| 2005  | Académie des films de science-fiction, fantastique et d'horreur                              | Meilleure collection de DVD                                                                  | Dans le cadre de 'The Ultimate Matrix Collection'     | Nomination              |
| 2005  | Prix Exclusivité DVD (DVD Exclusive Awards)                                                  | Meilleur DVD global, nouveau film (y compris toutes les fonctionnalités bonus)               | Warner Bros. 'The Ultimate Matrix Collection'         | Nomination              |
| 2005  | Prix Exclusivité DVD (DVD Exclusive Awards)                                                  | Meilleur design de menu                                                                      | Warner Bros. 'The Ultimate Matrix Collection'         | Nomination              |
| 2005  | Prix satellites                                                                              | Meilleur DVD                                                                                 | Pour la collection 'Matrix'                           | Nomination              |
| 2019  | Académie des films de science-fiction, fantastique et d'horreur                              | Meilleure version de la collection DVD / Blu-Ray                                             | 'The Matrix Trilogy'                                  | Nomination              |